# Ponta Jalunga (Brava)
Ponta Jalunga ist eine Landzunge nordöstlich des Hafens von Furna auf der Insel Brava im Südwesten des atlantischen Inselstaats Kap Verde. Es ist der nordöstlichste Punkt der Insel. 

## Geographie
Die Landzunge ist felsig und erreicht Höhen von bis zu 120 m. Der ehemalige Lavastrom breitet sich leicht fächerförmig im Meer aus. Außer dem Leuchtturm Farol da Ponta da Jalunga auf der Landzungenspitze gibt es keine Gebäude.
Die Landzunge wurde in der Karte von Jacques-Nicolas Bellin von 1747 als Pt. Ghelongo bezeichnet.